# صفحه بالتیک
صفحه بالتیک (انگلیسی: Baltic Plate) یک صفحه زمین‌ساختی قدیمی بود که از دوران کامبرین تا کربنیفر وجود داشت. صفحه بالتیک در برخورد با قاره سیبری در حدود ۲۸۰ میلیون سال پیش باعث تشکیل کوه‌های اورال شد. صفحه بالتیک پس از تشکیل کامل کوه‌های اورال به صفحه اوراسیا متصل شد. این صفحه زمین‌ساختی شامل قاره بالتیکا و سپر بالتیک بود که سرزمین‌های امروزی نروژ، سوئد و فنلاند را در بر می‌گیرد.